# Nelson Demarco
Nelson Walter Demarco Riccardi (ur. 6 lutego 1925 w Montevideo, zm. 22 lipca 2009) – urugwajski koszykarz, dwukrotny brązowy medalista letnich igrzysk olimpijskich.
Nelson Demarco brał udział w trzech olimpiadach - w 1948, w 1952 oraz w 1956  roku. Na igrzyskach w Londynie, gdzie jego reprezentacja zajęła piąte miejsce, zdobył trzy punkty (zanotował również cztery faule). Na następnej olimpiadzie w Helsinkach zdobył brązowy medal. W sześciu meczach zdobył 21 punktów (24 faule). Natomiast na igrzyskach w Melbourne (gdzie zdobył kolejny brązowy medal), zdobył 41 punktów w 8 meczach (26 fauli).
Demarco uczestniczył także w Mistrzostwach Świata w koszykówce w 1954 roku, gdzie razem z drużyną zajął 6. miejsce. W 8 meczach, zdobył 24 punkty (19 fauli).